# Eupetersia bequaerti
Eupetersia bequaerti is een vliesvleugelig insect uit de familie Halictidae. De wetenschappelijke naam van de soort is voor het eerst geldig gepubliceerd in 1926 door Meyer.